# Ᵹ

Insulares G

Das insulare G (Ᵹ, kleingeschrieben ᵹ) ist ein Buchstabe des lateinischen Schriftsystems. 
Der Buchstabe entstand in Irland. Von dort breitete er sich dann über die gesamten britischen Inseln aus und fand auch im Altenglischen Einzug. Im Mittelenglischen entwickelte sich das insulare G schließlich zum Yogh weiter, welches parallel zum karolingischen G verwendet wurde. In der irischen Schrift wird der Buchstabe noch heute verwendet.
Das insulare G wird allerdings auch in anderen Kontexten verwendet. Der Kleinbuchstabe ᵹ ist als phonetisches Zeichen für einen stimmhaften velaren Frikativ (IPA: ɣ) in Gebrauch. Der Großbuchstabe Ᵹ wird manchmal in Verschriftlichungen alt- und mittelenglischer Texte für denselben Laut verwendet.

## Darstellung auf dem Computer
Unicode enthält das insulare G an den Codepunkten U+A77D (Großbuchstabe) und U+1D79 (Kleinbuchstabe).